# متلازمة الصفيحات الدموية الرمادية
متلازمة الصفيحات الدموية الرمادية، أو نقص حبيبات ألفا في الصفيحات الدموية، اضطراب نزفي صبغي جسدي متنحٍ خلقي نادر سببه انخفاض حبيبات ألفا في الصفيحات الدموية أو عدم وجودها، وإطلاق البروتينات -الموجودة عادة في هذه الحبيبات- في نخاع العظم، ما يسبب التليف النقوي. الاسم مشتق من الملاحظة الأولية لمظهر الصفيحات الدموية الرمادي وندرة الحبيبات في لطاخة الدم لمريض يعاني من اضطراب نزفي دائم.

## العلامات والأعراض
تظهر علامات متلازمة الصفيحات الدموية الرمادية عادة عند الولادة أو في مرحلة الطفولة، وتشمل هذه العلامات والأعراض قلة الصفيحات وسهولة الإصابة بالكدمات والرعاف. عادة ما يكون انخفاض عدد الصفيحات الدموية لدى الأفراد تدريجيًا، ويمكن أن يؤدي ذلك إلى نزف مميت في وقت لاحق من حياتهم. إضافة إلى ذلك، يمكن أن تعاني الإناث المصابات من دورات شهرية غير منتظمة ونزف حيضي غزير. التليف النقوي هو أحد التأثيرات الشائعة الأخرى لمتلازمة الصفيحات الدموية الرمادية، إذ يتراكم النسيج الندبي في نخاع العظم ما يجعله غير قادر على إنتاج كمية كافية من خلايا الدم. للتعويض عن ذلك، تبدأ الأعضاء الأخرى مثل الطحال بإنتاج المزيد من خلايا الدم ما يمكن أن يؤدي إلى تضخم الطحال.

## علم الوراثة
تُورث متلازمة الصفيحات الدموية الرمادية في الدرجة الأولى من خلال الوراثة الصبغية الجسدية المتنحية. عُين الجين المتحور في المتلازمة إلى الصبغي 3p وجرى التعرف عليه واسمه NBEAL2. موقعه 3p21.31. يحدث ذلك بسبب طفرات متماثلة الزيجوت أو طفرات مركبة متغايرة الزيجوت في الجين NBEAL2. يُشفر NBEAL2 بروتينًا يحتوي على مجال BEACH من المتوقع أن يكون مشاركًا في الحركة الحويصلية. يُعبر عنه في الصفيحات الدموية والخلايا كبيرة النوى وهو ضروري لنماء حبيبات ألفا في الصفيحات. التعبير عن NBEAL2 ضروري أيضًا لنماء الصفيحات في سمك الدانيو المخطط.
عُثر في اليابان على متلازمة الصفيحات الدموية الرمادية لدى 24 مريضًا مصابًا في عائلة واحدة. يوجد ما لا يقل عن حالة واحدة من انتقال المرض من ذكر إلى آخر، ما يتوافق مع الوراثة الصبغية الجسدية السائدة.
أفادت إحدى الدراسات عن وجود 14 عائلة مصابة بمتلازمة الصفيحات الدموية الرمادية، وكان لدى 11 عائلة منها وراثة صبغية جسدية متنحية واضحة. تجلى ذلك من خلال قرابة العصب أو أشقاء مصابين من والدين غير مصابين. لتلك العائلات خلفيات مختلفة، من بدو وأتراك ومينونايتيين وفرنسيين وألمان وصوماليين وأمريكيين أفارقة وأوروبيين شماليين وجنوبيين مختلطين.
تتميز متلازمة الصفيحات الدموية الرمادية من خلال «قلة الصفيحات والصفيحات الدموية الحبيبية الكبيرة بشكل غير طبيعي في لطخات الدم المحيطية». يكمن الخلل في متلازمة الصفيحات الدموية الرمادية بفشل الخلايا كبيرة النواة بتعبئة البروتينات الإفرازية في حبيبات ألفا. يعاني المرضى المصابون بمتلازمة الصفيحات الدموية الرمادية بميول نزفية خفيفة إلى معتدلة. لا يحدث عادة نزف كبير ولكن توجد بعض الحالات المهددة الحياة. تكون الدورة الشهرية لدى النساء المصابات غير منتظمة وغزيرة. ترافق حالة التليف النقوي عادة متلازمة الصفيحات الدموية الرمادية.

## التشخيص
تُشخص متلازمة الصفيحات الدموية الرمادية بناء على النتائج السريرية وتتطلب إثبات غياب حبيبات ألفا أو نقصها الملحوظ وذلك بواسطة المجهر الإلكتروني. يكون ارتفاع مستويات فيتامين بي 12 في الدم أمرًا شائعًا لدى المرضى المُشخصين بمتلازمة الصفيحات الدموية الرمادية. قد يكون أخذ عينات نخاع العظم، بالرغم من أنه ليس أمرًا مطلوبًا لتشخيص متلازمة الصفيحات الدموية الرمادية، ضروريًا لتقييم التليف النقوي الذي يحدث في المتلازمة واستبعاد الاضطرابات الأخرى.

## التدبير
لا يوجد علاج محدد لمتلازمة الصفيحات الدموية الرمادية، ولكن يمكن تدبيرها من خلال توقع مخاطر النزف ومنعها. تشمل خيارات العلاج الدزموبريسين. يمكن اللجوء إلى استئصال الطحال لزيادة عدد الصفيحات الدموية لدى أولئك الذين ينخفض عدد صفائحهم إلى نحو 30000/ميكرولتر. يكون المآل جيدًا بشكل عام في وقت مبكر من الحياة عندما تكون قلة الصفيحات معتدلة.

## روابط خارجية
- Gray platelet syndrome في معاهد الصحة الوطنية الأمريكية للأمراض النادرة